# 上海汇龙园陵园

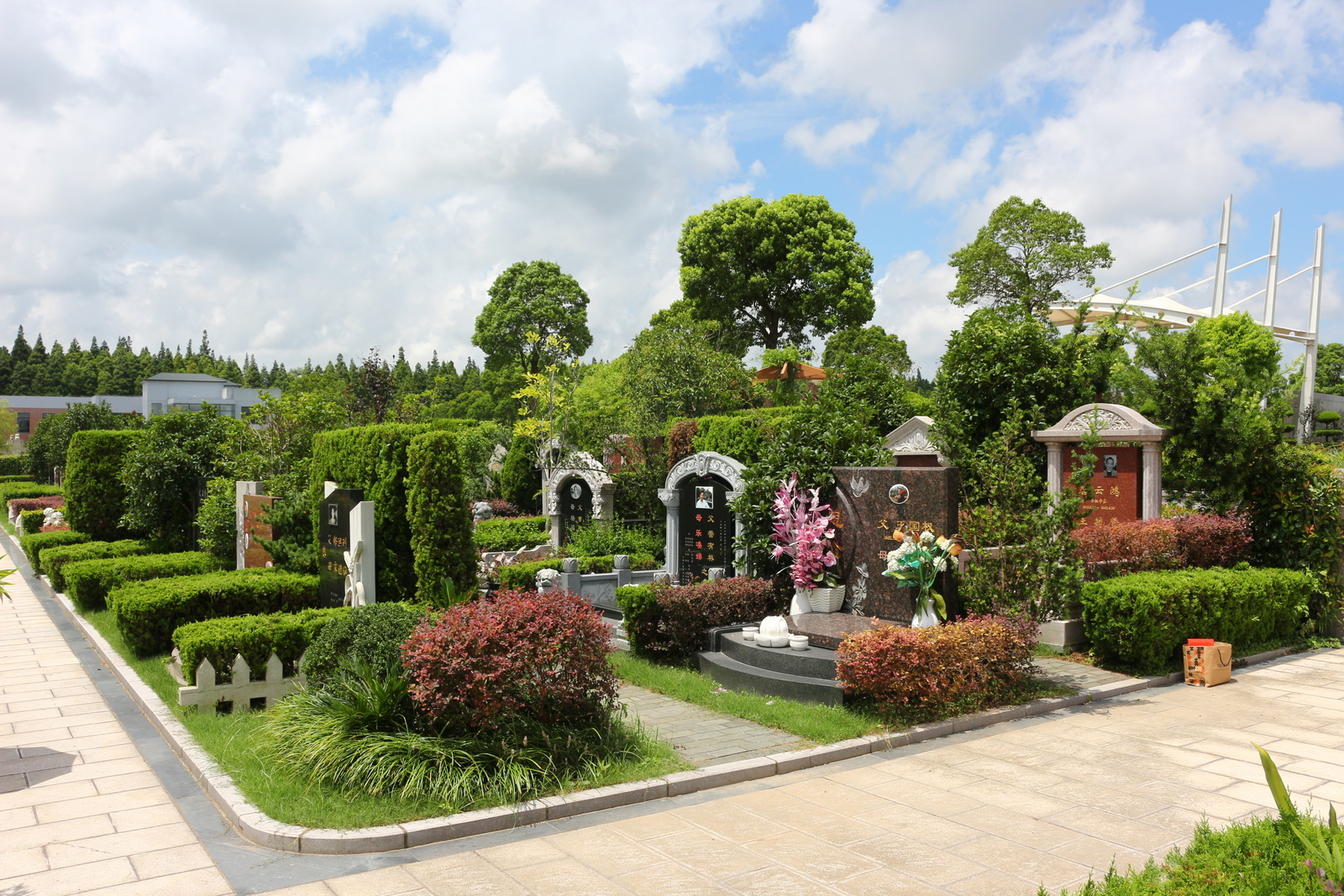
汇龙园

上海汇龙园陵园（简称汇龙园）是中華人民共和國上海市浦东新区军港路388号的一座公墓，於2006年建立，一期建设300亩，属于上海市一级公墓
。

## 沿革
陵园由农工商集团东海总公司和上海市民政局殡葬服务中心共同投资筹建。2006年10月，汇龙园陵园的一期建设项目完成，陵园布局用“星空”、“太阳”、“地球”、“水星”等，中间为圆形太阳广场。2007年，汇龙园岭园开设了艺术幕区。2012年3月23日，志愿军纪念广场在汇龙园揭幕。